# Ixodes auriculaelongae
Ixodes auriculaelongae är en fästingart som beskrevs av Joseph Charles Arthur 1958. Ixodes auriculaelongae ingår i släktet Ixodes och familjen hårda fästingar. Inga underarter finns listade i Catalogue of Life.